# Казанка (река)
Вижте пояснителната страница за други значения на Казанка.
Казанка (на татарски: Qazansu, Казансу) е река в Северозападен Татарстан, Русия. Тя е ляв приток на река Волга. Извира от горските масиви в близост до село Казанбаш и се влива в Куйбишевското езеро при град Казан. Водосборния басейна на реката е 2600 км2, дълга 140 км.